# Soulvillians
Soulvillians è un album collettivo realizzato nel 2006 dagli artisti legati a Soulville.

## Tracce
1. Al Castellana - Soulpusher - 3.53
2. Tony Fine - Fuoritempo ft. Soul David - 4.22
3. Ghemon Scienz - Visioni ft. Dj Tsura 3.21
4. Hi-Fi - Che mi dici ft. Ghemon Scienz - 3.22
5. Kafone - Anthem - 0.58
6. Yoshi - Bombami - 3.24
7. Ghemon Scienz - Il pezzo rap ft. Mistaman - 4.53
8. Activagents - We got the jazz - 3.55
9. Kosmisky - Vivi - 3.21
10. Kafone - Mondo di ladri ft. Tony Fine - 3.38
11. Tony Fine - Anthem - 0.57
12. Soulvilladelics - Cruisin' ft. Al Castellana - 4.35
13. Yoshi - Chocoyoshi ft. Dj Mike - 2.24
14. Tony Fine - Solo noi due ft. Ghemon Scienz - 4.02
15. Kafone - Domani ft. Al Castellana - 3.56
16. Ghemon Scienz - Anthem - 0.58
17. Kosmisky - Se tu ci sei - 4.07
18. Kosmisky - Anthem - 0.49
19. Al Castellana - Lento abbandono - 3.59